# Lundquistska huset

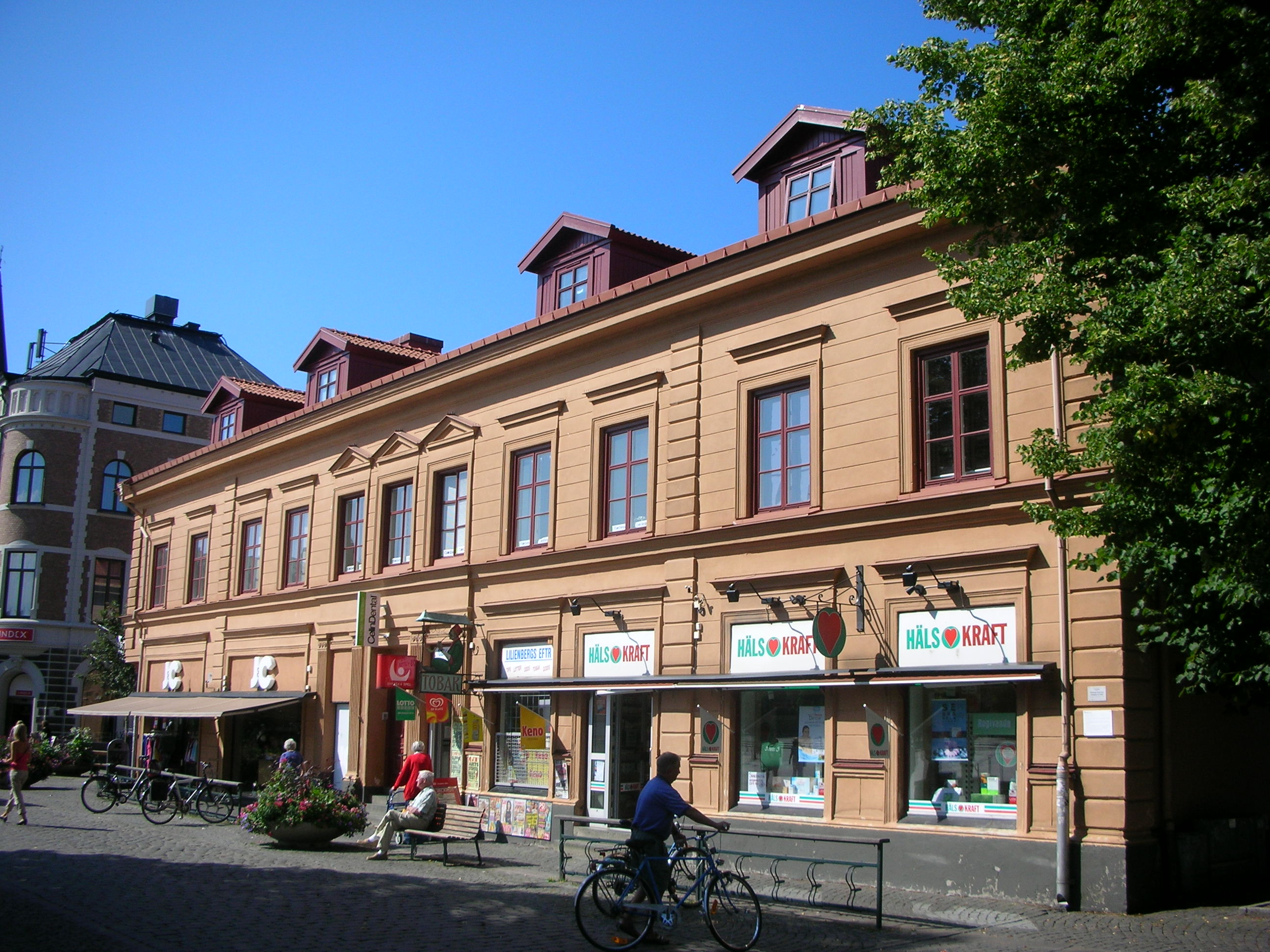
Lundquistska huset.

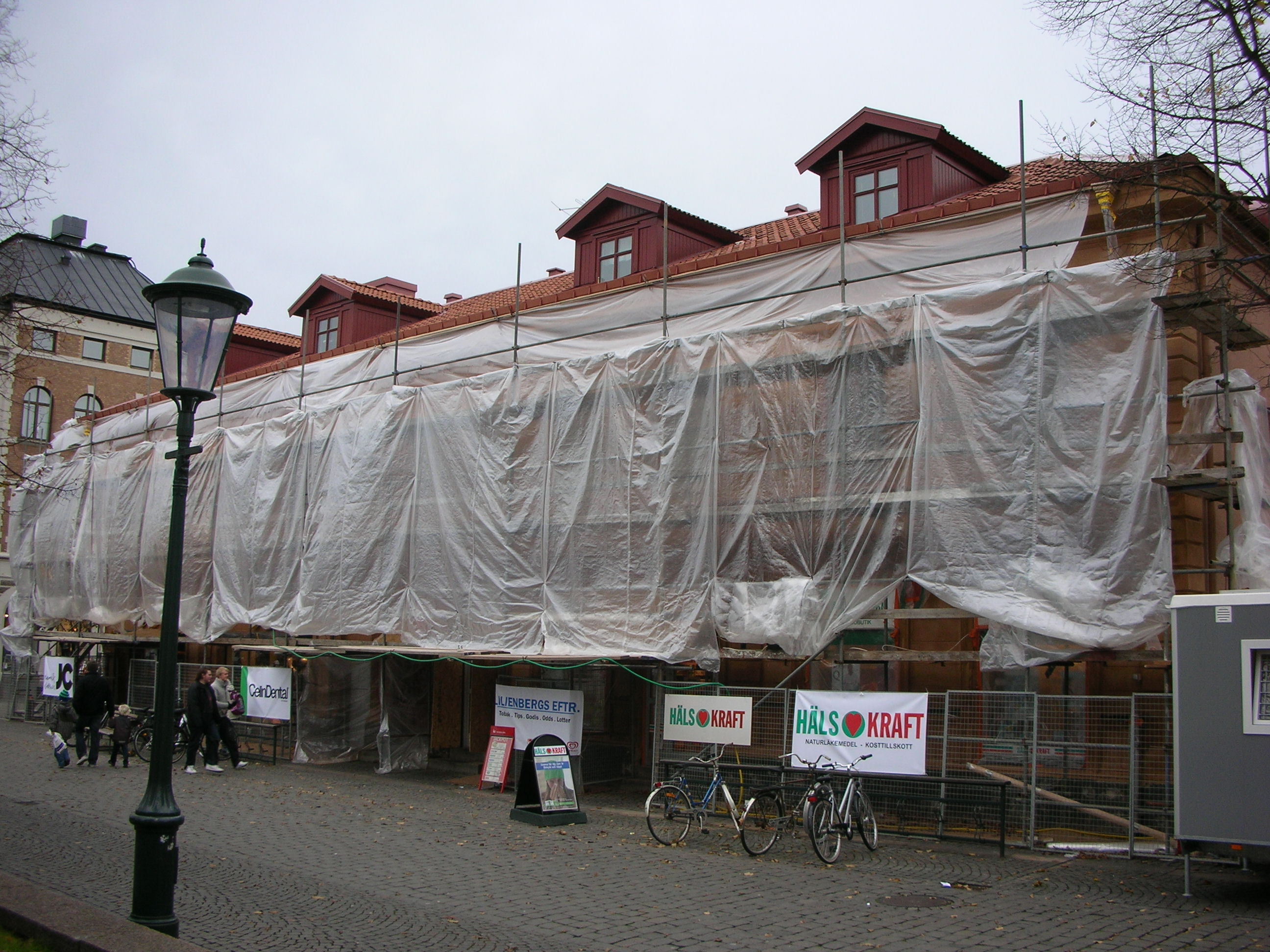
Lundquistska huset under renovering 2009.

Lundquistska huset är en byggnad mittemot kyrkan vid torget i centrala Varberg. Det uppfördes 1768–1769 efter den förödande stadsbranden den 18 maj 1767, då mycket av stadens bebyggelse förstördes. På tomten fanns tidigare ett trähus.
Byggherre var handlaren och rådmannen Petter Hjerthonn från Eftra och hans hustru Barbara Gammall. Hennes föräldrar ägde ett tobaksspinneri i Varberg. Ritningarna utfördes av Sven Kellander, kommendant på Varbergs fästning, senare adlad Mannerskantz. Byggmästare var tysken Friedrich August Rex, samme man som byggde kyrkan tvärs över gatan.
I rummet i hörnet mot torget finns ett märkligt stucktak från 1769 med allegoriska framställningar av fyra stånden och initialerna B.G. och P.H. för byggherreparet och F.A.K. för byggmästaren, då denne vid tiden för husets uppförande fortfarande kallade sig König (senare latiniserat Rex).
Huset byggdes om 1865 och fick då fin nuvarande klassicerande fasad.
Fastigheten köptes 1958 av de dåvarande hyresgästerna i huset, som bildade den ekonomiska föreningen Granelund. 1985 genomfördes en omfattande renovering, då vindsvåningen inreddes med sju lägenheter och hissen och loftgångarna på innergården tillkom.